# Славейкова гора
Славейкова гора е защитена местност в България. Намира се в землището на село Славейково, област Варна.
Защитената местност е с площ 73,5 ha. Обявена е на 10 април 1986 г. с цел опазване на вековна дъбова гора. Защитената местност е в границите на защитената зона от Натура 2000 Провадийско-Роякско плато.
В защитената местност се забраняват:
- убиване, улавяне и безпокоене на птиците, разваляне на гнездата или събиране на яйцата и малките им;
- ловуване;
- сечи, освен отгледни и санитарни;
- строителство, разкриване на кариери и всякакви други дейности, с които се изменя естествения облик на местността или водния режим;
- употреба на химически средства за растителна защита;
- паша на домашни животни;
- извеждане на отгледни и санитарни сечи извън гнездовия период (15 август – 28 февруари);
- залесяване с присъщи за района дървесни видове.[1]